# Canal River
Canal River är ett vattendrag i Dominica.   Det ligger i parishen Saint Andrew, i den centrala delen av landet, 27 km norr om huvudstaden Roseau. Canal River ligger på ön Dominica.